# Sin and Punishment: Hoshi no Keishōsha
Sin and Punishment: Successor of the Earth (罪と罰～地球（ほし）の継承者～, Tsumi to Batsu: Hoshi no Keishōsha) est un jeu vidéo de Treasure. Distribué par Nintendo, il est sorti au Japon sur Nintendo 64 en 2000, en Chine sur iQue en 2004 et partout dans le monde en téléchargement sur la Console virtuelle de la Wii en 2007.
La faible quantité de jeux mis en vente ajoutée à une forte demande en import ont fait de ce titre, sorti en fin de vie de la Nintendo 64, un jeu rare et fortement recherché[réf. nécessaire].
Le jeu a aussi été édité hors du Japon sur la Console virtuelle de la Wii à l’occasion du "Hanabi Festival" le 28 septembre 2007, il a été pour l'occasion traduit en anglais.
Une suite de Sin and Punishment est sortie sur Wii : Sin and Punishment: Successor of the Skies.

## Histoire
À l'aube d'un nouveau siècle, l'humanité a enfin réussi à vivre dans la paix et à prospérer comme jamais auparavant. Cette prospérité a amené une augmentation de la population et donc du nombre de bouches à nourrir. Le manque de nourriture, devenu le principal problème des Hommes, est pallié par des scientifiques qui mettent au point de nouvelles espèces animales à but alimentaire. Ces "nouvelles espèces", après des mutations non désirées, finiront par s'attaquer aux Hommes. Le Japon, théâtre de ces évènements, sombre peu à peu jusqu'à l'arrivée du "groupe des sauveurs".
Le héros principal du jeu est Saki.

## Système de jeu
Le jeu est principalement du type rail shooter. La progression à travers les niveaux se fait de manière automatique, le joueur se contente de viser et tirer sur les ennemis, ainsi que de rouler, sauter (saut et double saut) et faire des pas sur le côté pour éviter les attaques ennemis et les obstacles.
Le joueur peut changer son mode de visée à tout moment : manuel (visée rouge) ou bloqué (visée violette). Le mode "bloqué" facilite la visée en se collant automatiquement aux ennemis, toutefois il est moins efficace que le mode "manuel" qui inflige plus de dommage aux ennemis en question. Au corps à corps, le joueur attaque ou se défend en utilisant une épée laser. Si le joueur arrive à renvoyer un projectile ennemi avec son épée, les dégâts infligés à son ennemi seront élevés. Pendant le jeu, si le compte à rebours (en haut de l'écran) arrive à zéro, le joueur commence à perdre de plus en plus de vie et finit par mourir.
À noter qu'un mode multijoueur est disponible dans le jeu bien que celui-ci n'apparaisse ni sur la boite, ni dans les menus du jeu. Il suffit de brancher une deuxième manette pour activer un deuxième viseur en cours de partie.

## Accueil
- Joypad : 8/10 (N64)[1]